# Flotte huit-huit
Le concept de « flotte huit-huit » (flotte 8-8’) (八八艦隊, Hachihachi Kantai) est une des composantes de la stratégie militaire japonaise mise sur pied par Satō Tetsutarō en matière de force navale durant le premier quart du XXe siècle, qui préconisait que la Marine impériale japonaise renforce considérablement sa flotte et se dote de huit cuirassés de première classe déplaçant 20 000 t et de huit croiseurs blindés ou croiseurs de bataille de 18 000 tonnes en avril 1928. 
Ce programme retenu en 1907 préconisait une flotte japonaise à hauteur de 70 % de l'United States Navy. Il est abandonné par le ministère japonais de la Marine en 1921 en raison, entre autres, de son coût financier. Le Japon devait par le traité naval de Washington de 1922 se limiter à 10 navires capitaux.